# Tetragnatha lamperti
Tetragnatha lamperti är en spindelart som beskrevs av Embrik Strand 1906. Tetragnatha lamperti ingår i släktet sträckkäkspindlar, och familjen käkspindlar.
Artens utbredningsområde är Etiopien. Inga underarter finns listade i Catalogue of Life.